# Blackbaud Stadium
Blackbaud Stadium is een voetbalstadion, waarin 5.100 zitplaatsen zijn. Het stadion staat in Charleston, South Carolina.
Het stadion wordt gebruikt door Charleston Battery dat uitkomt in de USL Second Division